# Levar
Levar är ett bostadsområde i tätorten Nordmaling i Nordmalings kommun. Levar utgjorde förr en egen by och egen tätort men växte 1970 ihop med Nordmaling. 

## Geografi
Levar by är belägen på två nord-sydliga åsar en dryg kilometer öster om Nordmalings kyrka. Åkermarken finns främst i sydväst. Under efterkrigstiden har byns västra del i viss mån vuxit samman med Nordmalings samhälle. Byn ligger 50 km söder om Umeå.

## Historia
Levar by nämns i skriftliga källor första gången 1413. Vid kartläggning 1646 fanns det fem gårdar i byn. Bebyggelsen låg på den västra åsen längs den nuvarande vägen mot
Bredvik och Järnäs. År 1604 utfärdades kungligt brev med fullmakt att tillsätta gästgivare i Levar. Om så skedde redan då är ovisst men från och med 1635 är dock gästgiveriverksamheten i Levar belagd. Under senare delen av 1700-talet anlades en vattensåg och en tullkvarn vid Levarbäcken.
Vid laga skiftet 1832-33 deltog 13 hemmansägare. Huvuddelen av bebyggelsen låg fortfarande i södra delen av åssträckan längs vägen mot Bredvik och Järnäs, men bebyggelsen hade nu börjat expandera norr- och västerut i byn. På den östra åsen, som var samfälld mark och mycket stenbunden, låg de obesuttnas gårdar. Närheten till Nordmalings kyrkovall gjorde att en del handlare och ståndspersoner kom att bosätta sig i byn. 
År 1827 lät verksägaren och sockenskrivaren J Arctaedius uppföra Levar Hotell som efter om- och tillbyggnad i mitten av seklet fick sitt nuvarande utseende. Hotellet är byggnadsminne sedan 1995.
Under delar av 1800-talet drevs postkontor, telegrafkontor och bankverksamhet i byn och under 1880-talet hölls ting i Levar. Under senare delen av 1800-talet förlades socknens sjukvårdsinrättning till Levar. 1860 köpte socknen mark på Levaråkern och lät uppföra provinsialläkarbostaden och senare också sjukstugan.

### Befolkningsutveckling
| Befolkningsutvecklingen i Levar 1950–1965                                                         | Befolkningsutvecklingen i Levar 1950–1965 | Befolkningsutvecklingen i Levar 1950–1965 | Befolkningsutvecklingen i Levar 1950–1965 | Befolkningsutvecklingen i Levar 1950–1965 |
| ------------------------------------------------------------------------------------------------- | ----------------------------------------- | ----------------------------------------- | ----------------------------------------- | ----------------------------------------- |
|                                                                                                   |                                           |                                           |                                           |                                           |
| År                                                                                                |                                           |                                           | Folkmängd                                 | Areal (ha)                                |
| 1950                                                                                              | 1950                                      |                                           | 574                                       | ##                                        |
| 1960                                                                                              | 1960                                      |                                           | 385                                       | 119                                       |
| 1965                                                                                              | 1965                                      |                                           | 306                                       | 121                                       |
| Anm.: 1970 sammanvuxen med tätorten Nordmaling. ## Som tätort/befolkningsagglomeration 1920–1950. |                                           |                                           |                                           |                                           |